# Hornbachtal
Le Hornbachtal (ou vallée du Hornbach) est une vallée secondaire du Lechtal (de) dans les Alpes d'Allgäu, en Autriche.

## Géographie
Elle s'étend de Vorderhornbach jusqu'à l'ouest du Lechtal. Elle est alimentée par le Hornbach (de).
Au nord, la vallée est délimitée par une chaîne de montagnes, qui va du Stallkarspitze (2 350 m d'altitude) en passant par le Hochvogel (2 592 m, le plus haut sommet de la chaîne) jusqu'au Öfnerspitze (2 576 m). La limite sud est formée par le chaînon de Hornbach qui va du Öfnerspitze en passant par le Marchspitze (2 609 m) et l'Urbeleskarspitze (2 632 m) jusqu'au Klimmspitze (2 464 m).
La commune de Hinterhornbach s'étale sur une grande partie du milieu de la vallée. Celle de Vorderhornbach se trouve au bout de la vallée.
La vallée est accessible par la Landesstraße (de) L 264.